# La piccola fiammiferaia (film 1953)
La piccola fiammiferaia è un cortometraggio animato del 1953, prodotto da Mario Casamassima, scritto e diretto da Romano Scarpa e tratto dall'omonima fiaba di Hans Christian Andersen.
Il film imita i motivi tipici del cinema di animazione della Disney negli anni quaranta, specie i brevi cortometraggi musicali, ed ha una colonna sonora del Quartetto Cetra, che aveva doppiato alcuni Classici Disney subito dopo la Seconda guerra mondiale (Musica maestro ecc.)

## Trama
Durante la notte di Capodanno una piccola bambina infreddolita vaga per le strade chiedendo ai passanti di comprare i suoi fiammiferi.
La gente la ignora ma la piccola non ha intenzione di tornare a casa altrimenti verrebbe picchiata dal severo padre, così accende un fiammifero per scaldarsi e vede tante meraviglie: la prima è una tavola imbandita, la seconda un albero di natale e la terza sua nonna, ormai morta da tanto tempo.
La bambina per non perdere l'immagine della vecchia accende tutti i fiammiferi e così il giorno dopo viene trovata morta assiderata.